# Campeonato Europeo de Natación de 1995
El XXII Campeonato Europeo de Natación se celebró en Viena (Austria) entre el 17 y el 27 de agosto de 1995 bajo la organización de la Liga Europea de Natación (LEN) y la Federación Austríaca de Natación.
Las competiciones de natación, natación sincronizada, saltos y waterpolo se realizaron en un par de piscinas temporales instaladas en el Estadio Ernst Happel, y las de natación en aguas abiertas en las aguas del río Danubio.

## Resultados de natación

### Masculino
| Evento                   | Oro                                                                                        | Plata                                                                                          | Bronce                                                                                           |
| ------------------------ | ------------------------------------------------------------------------------------------ | ---------------------------------------------------------------------------------------------- | ------------------------------------------------------------------------------------------------ |
| 50 m libre               | Alexandr Popov · Rusia · 22,25                                                             | Christophe Kalfayan Francia 22,63                                                              | Torsten Spanneberg · Alemania · 22,66                                                            |
| 100 m libre              | Alexandr Popov · Rusia · 49,10                                                             | Torsten Spanneberg · Alemania · 49,67                                                          | Björn Zikarsky · Alemania · 50,23                                                                |
| 200 m libre              | Jani Sievinen · Finlandia · 1:48,98                                                        | Anders Holmertz · Suecia · 149,12                                                              | Antti Kasvio · Finlandia · 1:49,24                                                               |
| 400 m libre              | Steffen Zesner · Alemania · 3:50,35                                                        | Paul Palmer Reino Unido 3:50,43                                                                | Anders Holmertz · Suecia · 3:51,01                                                               |
| 1500 m libre             | Jörg Hoffmann · Alemania · 15:11,25                                                        | Graeme Smith Reino Unido 15:11,90                                                              | Steffen Zesner · Alemania · 15:20,46                                                             |
| 100 m espalda            | Vladimir Selkov · Rusia · 55,48                                                            | Jirka Letzin · Alemania · 56,24                                                                | Stefaan Maene · Bélgica · 56,32                                                                  |
| 200 m espalda            | Vladimir Selkov · Rusia · 1:58,48                                                          | Nicolae Butacu · Rumania · 1:59,96                                                             | Adam Ruckwood Reino Unido 2:00,16                                                                |
| 100 m braza              | Frédérik Deburghgraeve · Bélgica · 1:01,12                                                 | Károly Güttler · Hungría · 1:01,38                                                             | Andréi Korneyev · Rusia · 1:01,79                                                                |
| 200 m braza              | Andréi Korneyev · Rusia · 2:12,62                                                          | Károly Güttler · Hungría · 2:12,95                                                             | Frédérik Deburghgraeve · Bélgica · 2:14,01                                                       |
| 100 m mariposa           | Denis Pankratov · Rusia · 52,32                                                            | Danys Sylantyev · Ucrania · 53,37                                                              | Rafał Szukała · Polonia · 53,45                                                                  |
| 200 m mariposa           | Denis Pankratov · Rusia · 1:56,34                                                          | Konrad Gałka · Polonia · 1:59,50                                                               | Chris-Carol Bremer · Alemania · 1:59,94                                                          |
| 200 m cuatro estilos     | Jani Sievinen · Finlandia · 1:58,61                                                        | Attila Czene · Hungría · 2:00,88                                                               | Christian Keller · Alemania · 2:02,24                                                            |
| 400 m cuatro estilos     | Jani Sievinen · Finlandia · 4:14,75                                                        | Marcin Maliński · Polonia · 4:18,32                                                            | Luca Sacchi · Italia · 4:18,82                                                                   |
| 4 X 100 m libre          | Rusia · Vladimir Predkin · Roman Shchegolov · Roman Yegorov · Alexandr Popov · 3:18,84     | Alemania · Christian Tröger · Christian Keller · Torsten Spanneberg · Björn Zikarsky · 3:19,76 | Suecia · Lars Frölander · Christer Wallin · Frederik Letzler · Anders Holmertz · 3:21,07         |
| 4 X 200 m libre          | Alemania · Christian Keller · Oliver Lampe · Torsten Spanneberg · Steffen Zesner · 7:18,22 | Suecia · Christer Wallin · Anders Holmertz · Lars Frölander · Chris Eliasson · 7:19,95         | Italia · Massimiliano Rosolino · Piermaria Siciliano · Emanuele Merisi · Emanuel Idini · 7:20,96 |
| 4 X 100 m cuatro estilos | Rusia · Vladimir Selkov · Andréi Korneyev · Denis Pankratov · Alexandr Popov · 3:38,11     | Hungría · Tamás Deutsch · Károly Güttler · Péter Horváth · Attila Czene · 3:40,88              | Alemania · Tino Weber · Mark Warnecke · Fabian Hieronimus · Björn Zikarsky · 3:41,55             |

### Femenino
| Evento                   | Oro                                                                                           | Plata                                                                                         | Bronce                                                                                      |
| ------------------------ | --------------------------------------------------------------------------------------------- | --------------------------------------------------------------------------------------------- | ------------------------------------------------------------------------------------------- |
| 50 m libre               | Linda Olofsson · Suecia · 25,76                                                               | Franziska van Almsick · Alemania · 25,80                                                      | Angela Postma · Países Bajos · 25,86                                                        |
| 100 m libre              | Franziska van Almsick · Alemania · 55,34                                                      | Mette Jacobsen Dinamarca 56,2                                                                 | Karen Pickering Reino Unido 56,05                                                           |
| 200 m libre              | Kerstin Kielgaß · Alemania · 2:00,56                                                          | Malin Nilsson · Suecia · 2:01,35                                                              | Mette Jacobsen Dinamarca Karen Pickering Reino Unido 2:01,52                                |
| 400 m libre              | Franziska van Almsick · Alemania · 4:08,37                                                    | Carla Geurts · Países Bajos · 4:10,73                                                         | Irene Dalby · Noruega · 4:13,44                                                             |
| 800 m libre              | Julia Jung · Alemania · 8:36,08                                                               | Jana Henke · Alemania · 8:36,88                                                               | Irene Dalby · Noruega · 8:38,82                                                             |
| 100 m espalda            | Mette Jacobsen Dinamarca 1:02,46                                                              | Cathleen Rund · Alemania · 1:02,91                                                            | Nina Zhivanevskaya · Rusia · 1:03,06                                                        |
| 200 m espalda            | Krisztina Egerszegi · Hungría · 2:07,24                                                       | Dagmar Hase · Alemania · 2:10,60                                                              | Cathleen Rund · Alemania · 2:10,96                                                          |
| 100 m braza              | Brigitte Becue · Bélgica · 1:09,30                                                            | Svitlana Bondarenko · Ucrania · 1:09,73                                                       | Ágnes Kovács · Hungría · 1:10,77                                                            |
| 200 m braza              | Brigitte Becue · Bélgica · 2:27,60                                                            | Svitlana Bondarenko · Ucrania · 2:30,50                                                       | Alicja Pęczak · Polonia · 2:30,59                                                           |
| 100 m mariposa           | Mette Jacobsen Dinamarca 1:00,64                                                              | Ilaria Tocchini · Italia · 1:01,13                                                            | Cécile Jeanson Francia 1:01,15                                                              |
| 200 m mariposa           | Michelle Smith Irlanda 2:11,60                                                                | Mette Jacobsen Dinamarca 2:12,29                                                              | Sophia Skou Dinamarca 2:13,31                                                               |
| 200 m cuatro estilos     | Michelle Smith Irlanda 2:15,27                                                                | Brigitte Becue · Bélgica · 2:16,15                                                            | Alicja Pęczak · Polonia · 2:17,42                                                           |
| 400 m cuatro estilos     | Krisztina Egerszegi · Hungría · 4:40,33                                                       | Michelle Smith Irlanda 4:42,81                                                                | Cathleen Rund · Alemania · 4:46,22                                                          |
| 4 X 100 m libre          | Alemania · Franziska van Almsick · Simone Osygus · Kerstin Kielgaß · Daniela Hunger · 3:43,89 | Suecia · Louise Jöhncke · Louise Karlsson · Linda Olofsson · Ellenor Svensson · 3:45,21       | Reino Unido Sue Rolph Claire Huddart Alex Bennett Karen Pickering 3:46,89                   |
| 4 X 200 m libre          | Alemania · Dagmar Hase · Julia Jung · Kerstin Kielgaß · Franziska van Almsick · 8:06,11       | Países Bajos · Carla Geurts · Minouche Smit · Patricia Stokkers · Kirsten Vlieghuis · 8:10,17 | Reino Unido Vicky Horner Claire Huddart Katie Goddard Alex Bennett 8:14,31                  |
| 4 X 100 m cuatro estilos | Alemania · Cathleen Rund · Jana Dörries · Julia Voitowitch · Franziska van Almsick · 4:09,97  | Hungría · Krisztina Egerszegi · Ágnes Kovács · Edit Klocker · Gyöngyvér Lakos · 4:12,00       | España · Ivette María Tato · María Olay · María Peláez Navarrete · Claudia Franco · 4:12,52 |

### Medallero
| Núm. | País         | Oro | Plata | Bronce | Total |
| ---- | ------------ | --- | ----- | ------ | ----- |
| 1    | Alemania     | 10  | 7     | 8      | 25    |
| 2    | Rusia        | 9   | 0     | 2      | 11    |
| 3    | Bélgica      | 3   | 1     | 2      | 6     |
| 4    | Finlandia    | 3   | 0     | 1      | 4     |
| 5    | Hungría      | 2   | 5     | 1      | 8     |
| 6    | Dinamarca    | 2   | 2     | 2      | 6     |
| 7    | Irlanda      | 2   | 1     | 0      | 3     |
| 8    | Suecia       | 1   | 4     | 2      | 7     |
| 9    | Ucrania      | 0   | 3     | 0      | 3     |
| 10   | Reino Unido  | 0   | 2     | 5      | 7     |
| 11   | Polonia      | 0   | 2     | 3      | 5     |
| 12   | Países Bajos | 0   | 2     | 1      | 3     |
| 13   | Italia       | 0   | 1     | 2      | 3     |
| 14   | Francia      | 0   | 1     | 1      | 2     |
| 15   | Rumania      | 0   | 1     | 0      | 1     |
| 16   | Noruega      | 0   | 0     | 2      | 2     |
| 17   | España       | 0   | 0     | 1      | 1     |
|      | TOTAL        | 32  | 32    | 33     | 97    |

## Resultados de saltos

### Masculino
| Evento          | Oro                                          | Plata                                   | Bronce                                 |
| --------------- | -------------------------------------------- | --------------------------------------- | -------------------------------------- |
| Trampolín 1 m   | Edwin Jongejans · Países Bajos · 420,75 pts. | Joakim Andersson · Suecia · 387,60 pts. | Boris Lietzow · Alemania · 379,26 pts. |
| Trampolín 3 m   | Dmitri Sautin · Rusia · 670,38               | Jan Hempel · Alemania · 634.05          | Roman Volodkov · Ucrania · 615,81      |
| Plataforma 10 m | Andréi Timoshinin · Rusia · 673,83           | Jan Hempel · Alemania · 662,46          | Dmitri Sautin · Rusia · 648,84         |

### Femenino
| Evento          | Oro                              | Plata                                  | Bronce                                         |
| --------------- | -------------------------------- | -------------------------------------- | ---------------------------------------------- |
| Trampolín 1 m   | Vera Ilina · Rusia · 275,25 pts. | Dörte Lindner · Alemania · 271,20 pts. | Svetlana Alexeyeva · Bielorrusia · 240,72 pts. |
| Trampolín 3 m   | Vera Ilina · Rusia · 523,23      | Yulia Pajalina · Rusia · 520,20        | Claudia Bockner · Alemania · 518,64            |
| Plataforma 10 m | Ute Wetzig · Alemania · 444,24   | Conny Schmalfuss · Alemania · 435,84   | Svetlana Timoshinina · Rusia · 431,55          |

### Medallero
| Núm. | País         | Oro | Plata | Bronce | Total |
| ---- | ------------ | --- | ----- | ------ | ----- |
| 1    | Rusia        | 4   | 1     | 2      | 7     |
| 2    | Alemania     | 1   | 4     | 2      | 7     |
| 3    | Países Bajos | 1   | 0     | 0      | 1     |
| 4    | Suecia       | 0   | 1     | 0      | 1     |
| 5    | Bielorrusia  | 0   | 0     | 1      | 1     |
| 5    | Ucrania      | 0   | 0     | 1      | 1     |
|      | TOTAL        | 6   | 6     | 6      | 18    |

## Resultados de natación en aguas abiertas

### Masculino
| Evento | Oro                                        | Plata                                    | Bronce                             |
| ------ | ------------------------------------------ | ---------------------------------------- | ---------------------------------- |
| 5 km   | Alexéi Akatiyev · Rusia · 55:00,3          | Christof Wandratsch · Alemania · 56:06,8 | Samuele Pampana · Italia · 56:10,3 |
| 25 km  | Christof Wandratsch · Alemania · 5:11:36,3 | Alexéi Akatiyev · Rusia · 5:13:49,8      | Stéphane Lecat Francia 5:14:46,4   |

### Femenino
| Evento | Oro                                 | Plata                                     | Bronce                                         |
| ------ | ----------------------------------- | ----------------------------------------- | ---------------------------------------------- |
| 5 km   | Rita Kovács · Hungría · 1:00:38,3   | Peggy Büchse · Alemania · 1:00:50,8       | Valeria Casprini · Italia · 1:01:07,6          |
| 25 km  | Peggy Büchse · Alemania · 5:32:36,4 | Edith van Dijk · Países Bajos · 5:36:05,5 | Yvetta Hlaváčová · República Checa · 5:38:08,3 |

### Medallero
| Núm. | País            | Oro | Plata | Bronce | Total |
| ---- | --------------- | --- | ----- | ------ | ----- |
| 1    | Alemania        | 2   | 2     | 0      | 4     |
| 2    | Rusia           | 1   | 1     | 0      | 2     |
| 3    | Hungría         | 1   | 0     | 0      | 2     |
| 4    | Países Bajos    | 0   | 1     | 0      | 1     |
| 5    | Italia          | 0   | 0     | 2      | 2     |
| 6    | Francia         | 0   | 0     | 1      | 1     |
| 6    | República Checa | 0   | 0     | 1      | 1     |
|      | TOTAL           | 4   | 4     | 4      | 12    |

## Resultados de natación sincronizada
| Evento | Oro | Plata | Bronce |
| ------ | --- | --- | --- |
| Solo   | Olga Sedakova · Rusia · 99,160 pts. | Marianne Aeschbacher Francia 97,520 pts. | Christina Thalassinidou · Grecia · 95,360 pts. |
| Dúo    | Yelena Azarova · Maria Kiseliova · Rusia · 98,880 | Marianne Aeschbacher Myriam Lignot Francia 96,920                                                                                               | Giovanna Burlando · Manuela Carnini · Italia · 96.040 |
| Equipo | Yelena Antonova · Yelena Azarova · Olga Brusnikina · Maria Kiseliova · Gana Maksimova · Olga Novokshchenova · Yuliya Pankratova · Olga Sedakova · Rusia · 98,880 | Marianne Aeschbacher Agnès Berthet Julie Fabre Céline Lévêque Myriam Lignot Isabelle Manable Charlotte Massardier Magali Rathier Francia 97,160 | Giada Ballan · Serena Bianchi · Giovanna Burlando · Mara Brunetti · Manuela Carnini · Maurizia Cecconi · Paola Celli · Roberta Farinelli · Italia · 95,480 |

### Medallero
| Núm. | País    | Oro | Plata | Bronce | Total |
| ---- | ------- | --- | ----- | ------ | ----- |
| 1    | Rusia   | 3   | 0     | 0      | 3     |
| 2    | Francia | 0   | 3     | 0      | 3     |
| 3    | Italia  | 0   | 0     | 2      | 2     |
| 4    | Grecia  | 0   | 0     | 1      | 1     |
|      | TOTAL   | 3   | 3     | 3      | 9     |

## Resultados de waterpolo
| Evento    | Oro    | Plata   | Bronce       |
| --------- | ------ | ------- | ------------ |
| Masculino | Italia | Hungría | Alemania     |
| Femenino  | Italia | Hungría | Países Bajos |

## Medallero total
| Núm. | País            | Oro | Plata | Bronce | Total |
| ---- | --------------- | --- | ----- | ------ | ----- |
| 1    | Rusia           | 17  | 2     | 4      | 23    |
| 2    | Alemania        | 13  | 13    | 11     | 37    |
| 3    | Hungría         | 3   | 7     | 1      | 11    |
| 4    | Bélgica         | 3   | 1     | 2      | 6     |
| 5    | Finlandia       | 3   | 0     | 1      | 4     |
| 6    | Dinamarca       | 2   | 2     | 2      | 6     |
| 7    | Italia          | 2   | 1     | 6      | 9     |
| 8    | Irlanda         | 2   | 1     | 0      | 3     |
| 9    | Suecia          | 1   | 5     | 2      | 8     |
| 10   | Países Bajos    | 1   | 3     | 2      | 6     |
| 11   | Francia         | 0   | 4     | 2      | 6     |
| 12   | Ucrania         | 0   | 3     | 1      | 4     |
| 13   | Reino Unido     | 0   | 2     | 5      | 7     |
| 14   | Polonia         | 0   | 2     | 3      | 5     |
| 15   | Rumania         | 0   | 1     | 0      | 1     |
| 16   | Noruega         | 0   | 0     | 2      | 2     |
| 17   | Bielorrusia     | 0   | 0     | 1      | 1     |
| 17   | España          | 0   | 0     | 1      | 1     |
| 17   | Grecia          | 0   | 0     | 1      | 1     |
| 17   | República Checa | 0   | 0     | 1      | 1     |
|      | TOTAL           | 47  | 47    | 48     | 142   |